# Гданьский аэропорт имени Леха Валенсы
Гданьский аэропорт имени Леха Валенсы (пол. Port Lotniczy Gdańsk im. Lecha Wałęsy, бывший пол. Port Lotniczy Gdańsk-Rębiechowo) (ИАТА: GDN, ИКАО: EPGD) — международный аэропорт, расположенный в Гданьске, Польша, недалеко от городских центров агломерации Труймясто: Гданьск (10 км), Сопот (10 км) и Гдыня (23 км).
В 2004 году аэропорт получил имя Леха Валенсы, бывшего президента Польши. На стене терминала со внешней стороны можно видеть подпись Леха Валенсы: стилизованная «W».
В 2019 году аэропорт в Гданьске обслужил 5 376 120 пассажиров.

## История
Аэропорт был открыт в 1974 году недалеко от деревни Рембехово (пол. Rębiechowo; в самой западной части района Гданьска Матарни в 1973 году), он заменил предыдущий аэропорт, находящийся на Заспе, расположенной недалеко от района Вжешч. Аэропорт получил современное название в 2004 году.
Гданьский аэропорт был приватизирован в 1993 году. Новый терминал был открыт в 1997 году.
В 2015 году аэропорт обслужил 3.706.108 пассажиров, что на 12,7 % больше результатов предыдущего года.. Наибольшим перевозчиком является Wizz Air. В 2016 году ожидается более 4 млн пассажиров, что связывают с увеличением рейсов авиакомпанией Ryanair, а также инвестициями: увеличение категории системы ILS, благодаря чему самолеты могут приземляться в сложнейших условиях, открытие прямого железнодорожного сообщения с Гданьском и Гдыней, ремонт взлетно-посадочной полосы.